# Giuseppe Papadopulo
Giuseppe Papadopulo (* 2. Februar 1948 in Casale Marittimo) ist ein ehemaliger italienischer Fußballspieler und -trainer.

## Karriere
Papadopulo war Spieler bei Lazio Rom. Er begann seine Karriere als Trainer 1984 in Cecina bei einem Amateurklub. Nach zwei Jahren als Assistenztrainer bei ASD Caserta begann er 1987 bei Sorrento Calcio im Profifußball. 1989 wurde er Trainer bei Licata Calcio, einem kleinen sizilianischen Verein in der Serie B.
Nach zwei weiteren Trainerstationen bei Monopoli Calcio und Perugia führte er 1993 den Verein Acireale Calcio zu einem bestaunten Aufstieg in die Serie B. Papadopulo arbeitete dann für Avellino, Livorno und den Verein Fidelis Andria, mit dem ihm ebenfalls der Aufstieg in die Serie B gelang.
Nach kurzen Stationen bei Lucchese und Crotone hatte Papadopulo seine erfolgreichste Zeit von 2001 bis 2004. In nur drei Jahren führte er die AC Siena von der Serie C1 in die Serie A. Mit Papadopulo schaffte Siena dort auch den Klassenerhalt.
In der Saison 2004/05 war Giuseppe Papadopulo Trainer von Lazio Rom, gab diesen Posten jedoch am Ende der Saison auf. Am 29. Januar 2006 wurde er Nachfolger von Luigi Delneri bei der US Palermo, wo er aber schon im Mai von Francesco Guidolin abgelöst wurde.
Am 24. Dezember 2006 wurde Papadopulo als Trainer des Serie-B-Klubs US Lecce verpflichtet. Er führte den süditalienischen Verein in der Saison 2007/08 zum Aufstieg in die Serie A, gab im Juni 2008 aber seinen Rücktritt als Trainer der Salentini bekannt.
Am 14. April 2009 folgte Papadopulo dem entlassenen Siniša Mihajlović auf der Trainerbank des Erstligisten FC Bologna. Nach einem enttäuschenden Saisonstart wurde er Ende Oktober 2009 allerdings wieder entlassen. Sein Nachfolger wurde Franco Colomba.